# Dům svaté Marty
Dům svaté Marty (Domus Sanctae Marthae) je vatikánský hotel. Byl postaven v roce 1996 na přání Jana Pavla II. Ubytování slouží zejména pro různé církevní hodnostáře (včetně kardinálů během konkláve), ale také pro účastníky různých zasedání, zvláště jednání papežských akademií. Od roku 2013 sloužil též pro ubytování papeže Františka.
Nová budova nahradila hospic sv. Marty z roku 1891, který byl postaven během epidemie cholery Lvem XIII. Byl určen pro nemocné z nejbližšího okolí Vatikánu. Poté sloužil jako dům pro poutníky a během druhé světové války jako azyl pro uprchlíky, židy a velvyslance zemí, které ztratily diplomatické styky s Itálií.
Současný pětipatrový dům sv. Marty nabízí poměrně luxusní ubytování ve 130 pokojích. Samozřejmostí je i restaurace a garáže. Chodby jsou vydlážděny mramorem, jinak je výzdoba prostá. U recepce stojí bronzová busta Jana Pavla II.
Velmi zajímavá je moderní kaple sv. Ducha, stojící mezi hradbami a samotným hotelem. Navrhl ji americký architekt Louis D. Astorino. Hlavním motivem stavby je trojúhelník, který symbolizuje svatou Trojici. Trojúhelná není jen klenba, ale i podpěry oltáře, vstup a jiné prvky. Také dlažba je složená z trojúhelných desek ze žlutého a bílého carrarského mramoru. Třináct větších trojúhelníků kolem oltáře představuje Ježíše a 12 apoštolů.
Jižní obvodová zeď, která je přistavěná těsně k hradební zdi je skleněná a vytváří zvláštní efekt, kdy se hradby stávají součástí kaple. Kříž u vstupu symbolizuje sv. Petra, jehož hrob je nedaleko, v bazilice sv. Petra.